# Natty Dread
Natty Dread ist ein Musikalbum von Bob Marley & The Wailers, das im Jahre 1974 erschien. Das Album gilt vor allem in Europa und den USA als Marleys populärstes Werk, möglicherweise wegen der starken Einflüsse britischer und amerikanischer Rockmusik. Natty Dread war das erste Album, welches ohne die Urmitglieder Peter Tosh und Bunny Wailer aufgenommen wurde, dafür mit den I-Threes, einem Hintergrundgesangstrio, bestehend aus Marleys Ehefrau Rita sowie Marcia Griffiths und Judy Mowatt.
Wie viele Reggae-Alben zu dieser Zeit ist Natty Dread ein politisches und soziales Statement. Es beginnt mit einer Blues-ähnlichen Zelebrierung der Rastafari-Religion, Lively Up Yourself, welches Marley oft als Eröffnungslied bei seinen Konzerten benutzte. Der US-amerikanische Sänger Prince nutzte es für denselben Zweck. No Woman, No Cry, das zweite Stück, ist Marleys wohl bekanntestes Lied. Es ist eine Ode über sein einstiges Leben in Trenchtown, einem Stadtteil von Kingston, der hauptsächlich aus Slums besteht. Marley wollte damit den Leuten von Trenchtown zeigen, dass er sie und sein altes Leben nicht vergessen hatte. Es stellt eine Art Trostlied dar und widmet sich außerdem seiner Frau Rita. No Woman No Cry ist eine Ballade, welche von vielen anderen Künstlern aufgeführt wurde, z. B. Pearl Jam, Jimmy Buffett und Rancid. Geschrieben wurde No Woman No Cry von Bob Marley selbst, im Album wird allerdings Vincent Ford (1940–2008), ein Jugendfreund Marleys aus Trenchtown, als Songwriter genannt. Der Grund dafür war, dass er denselben Song bereits früher schrieb, damals aber in einem Vertrag für eine Plattenfirma unterschrieb, dass er die Songs nur in dieser Plattenfirma veröffentlichen würde. Daher änderte er auf Natty Dread einfach den Namen des Songwriters. Marley sagte, er wäre als Kind bei mehreren Gelegenheiten umgekommen, hätte er nicht die Hilfe Fords gehabt.
Them Belly Full (But We Hungry) ist eine Warnung, die Armen nicht hungern zu lassen, denn „a hungry mob is an angry mob“ (dt.: „ein hungriger Mob ist ein aufgebrachter Mob“), während Talkin’ Blues und Revolution tiefer in umstrittene politische Kommentare gehen. Rebel Music ist eine Widerspiegelung des möglichen Einflusses der Reggaemusik auf die jamaikanische Gesellschaft. Das Lied wurde geschrieben, nachdem Marley bei einer nächtlichen Polizei-Autokontrolle aufgehalten wurde. Der Einfluss von Marleys zunehmender Hingabe zur Rastafari-Religion ist in den religiösen Liedern So Jah Seh, Natty Dread und Lively Up Yourself zu hören, während Marleys Ansehen als Romantiker in glatten, sanften Liedern wie Bend Down Low bestätigt wird.

## Titellisten
Natty Dread (LP, MC, CD):
1. Lively Up Yourself – 5:29
2. No Woman, No Cry – 4:06
3. Them Belly Full (But We Hungry) – 3:10
4. Rebel Music (3 O’Clock Roadblock) – 6:40
5. So Jah Seh – 4:25
6. Natty Dread – 3:33
7. Bend Down Low – 3:10
8. Talkin’ Blues – 4:06
9. Revolution – 4:20

Natty Dread (CD) (The Definitive Remasters, 2001)
1. Lively Up Yourself – 5:11
2. No Woman, No Cry – 3:46
3. Them Belly Full (But We Hungry) – 3:13
4. Rebel Music (3 O’Clock Roadblock) – 6:45
5. So Jah Seh – 4:28
6. Natty Dread – 3:35
7. Bend Down Low – 3:19
8. Talkin’ Blues – 4:07
9. Revolution – 4:20

Bonustrack:
1. Am-A-Do – 3:20

Natty Dread (LP, 2015):
1. Lively Up Yourself – 5:11
2. No Woman, No Cry – 3:46
3. Them Belly Full (But We Hungry) – 3:17
4. Rebel Music (3 O’Clock Roadblock) – 6:45
5. So Jah Seh – 4:28
6. Natty Dread – 3:35
7. Bend Down Low – 3:19
8. Talkin’ Blues – 4:07
9. Revolution – 4:20

## Kommerzieller Erfolg

### Chartplatzierungen
| ChartsChartplatzierungen       | Höchstplatzierung | Wochen |
| ------------------------------ | ----------------- | ------ |
| Vereinigte Staaten (Billboard) | 92 (28 Wo.)       | 28     |
| Vereinigtes Königreich (OCC)   | 43 (5 Wo.)        | 5      |

### Auszeichnungen für Musikverkäufe
| Land/Region                  | Auszeichnungen für Musikverkäufe (Land/Region, Auszeichnung, Verkäufe) | Verkäufe |
| ---------------------------- | ---------------------------------------------------------------------- | -------- |
| Frankreich (SNEP)            | Gold                                                                   | 100.000  |
| Neuseeland (RMNZ)            | Platin                                                                 | 20.000   |
| Vereinigtes Königreich (BPI) | Gold                                                                   | 100.000  |
| Insgesamt                    | 2× Gold · 1× Platin ·                                                  | 220.000  |

Hauptartikel: Bob Marley/Auszeichnungen für Musikverkäufe